# レイク・トルペード・ボート
レイク・トルペード・ボート（Lake Torpedo Boat Company）は、アメリカ合衆国の造船会社。コネチカット州ブリッジポートに存在した。1912年にサイモン・レイクによって設立された。同社は初期の潜水艦建造に大きく貢献し、ジョン・フィリップ・ホランドの設立したエレクトリック・ボートと競合した。
同社は1924年に財政難のため倒産した。